# Исак I Комнин
Исак I Комнин (грч. Ισαάκιος Α΄ Κομνηνός; 1005 — 1061) је био први византијски цар (1057—1059) из династије Комнина.

## Биографија
Исаков отац Манојло био је официр цара Василија II. На самртничкој постељи предао је своја два сина царевој бризи, па су Исак и Јован добили одлично образовање у манастиру Студиону, а касније долазе на високе положаје. Током седам следећих царева Исак је својом службом добио поверење војске. Од 1042. до 1057. био је командант војске у Анадолији.

## Постаје цар
Побунио се 1057. у Пафлагонији и удружио се са племством у завјери против цара Михајла VI Стартиотика. Након свргавања Михајла VI, Исак Комнин постаје 1057. цар и уједно први владар из династије Комнин. Крунисан је 1. септембра 1057. године.
Најпре је наградио оне који су му помогли да завјером дође на власт. Међутим поставио их је на високе положаје ван Цариграда. Одлучио је да поправи финансијско стање царства. Ревидирао је многа права и повластице, које су доделили претходни цареви. Преузео је и део прихода богатих манастира.
Печењези су 1059. почели нападати и разарати насеља на северним границама царства. Исак Комнин је против њих водио успешан рат.

## Абдикација
После кратког, али успешног рата против мађарског краља Андрије I Мађарског, закључио је мир и вратио се у Цариград. Тада је већ био болестан, чак се веровало смртно болестан, па су то искористили да убеде Исака да именује наследника. За наследника именује свог пријатеља и финансијера Константина X Дуку, што је разочарало Исаковог брата.
Исак Комнин је против воље свог брата и своје супруге Катарине абдицирао 22. новембра 1059. године. Заједно са породицом одлази у манастир.
Исак Комнин је преживео здравствену кризу али није поново дошао на трон, него је задње две године свог живота провео у манастиру. Иако је био први из породице Комнина који је заузео царски престо, Исак се не може сматрати и родоначелником династије. Та заслуга припадала је његовом синовцу Алексију I Комнину (1081—1118) чији су потомци владали Византијом све до 1185. године.

## Породично стабло
|  |                          |  |  |  |  |  |  |  |  |  |  |  |  |  |  |  |
|  | 2. Манојло Еротик Комнин |  |  |  |  |  |  |  |  |  |  |  |  |  |  |  |
|  |                          |  |  |  |  |  |  |  |  |  |  |  |  |  |  |  |
|  |                          |  |  |  |  |  |  |  |  |  |  |  |  |  |  |  |
|  | 1. Исак I Комнин         |  |  |  |  |  |  |  |  |  |  |  |  |  |  |  |
|  |                          |  |  |  |  |  |  |  |  |  |  |  |  |  |  |  |
|  |                          |  |  |  |  |  |  |  |  |  |  |  |  |  |  |  |
|  | 3.                       |  |  |  |  |  |  |  |  |  |  |  |  |  |  |  |
|  |                          |  |  |  |  |  |  |  |  |  |  |  |  |  |  |  |
|  |                          |  |  |  |  |  |  |  |  |  |  |  |  |  |  |  |